# (23932) 1998 TN2
1998 تي أن 2 (ويعرف أيضًا باسم (23932) 1998 تي أن 2 وفق تسمية الكوكب الصغير) (بالإنجليزية: 1998 TN2)‏ هو كويكب ضمن حزام الكويكبات؛ وترتيبه 23932 من حيث الاكتشاف.
اكتُشف هذا الجُرم الفلكي بواسطة OCA–DLR Asteroid Survey ‏ في 13 أكتوبر 1998.

## وصلات خارجية
- (23932) 1998 TN2 في قاعدة بيانات مختبر الدفع النفاث لأجرام النظام الشمسي الصغيرة

- الاكتشاف · مخطط المدار ·  العناصر المدارية · المعلمات المادية

- (23932) 1998 TN2 على موقع ويكي سكاي: DSS2, SDSS, GALEX, IRAS, Hydrogen α, X-Ray, Astrophoto, Sky Map, Articles and images